# سن-مارسل، ان
سن-مارسل، ان (به فرانسوی: Saint-Marcel) یک کمون در فرانسه است که در Canton of Villars-les-Dombes واقع شده‌است.

## خصوصیات
سن-مارسل ۱۱٫۶۴ کیلومترمربع مساحت و ۱٬۲۲۳ نفر جمعیت دارد و ۲۸۶ متر بالاتر از سطح دریا واقع شده‌است.